# Zack Shada
Zachary David „Zack“ Shada (* 25. November 1992 in Boise, Idaho) ist ein US-amerikanischer Schauspieler und Synchronsprecher. 

## Leben
Zack Shada kam in Boise im Jahr 1992 auf die Welt, er hat zwei Brüder, Josh Shada (* 1991) und Jeremy Shada (* 1997), die ebenfalls Schauspieler sind. Seine erste Fernsehrolle hatte Shada 2002 in der Serie Immer wieder Jim, der erste Auftritt in einem Kinofilm folgte 2003 in 3 Engel für Charlie – Volle Power. In der Mystery-Filmreihe Jane Doe spielte Shada in neun Filmen die Rolle des Nick Davis. Neben der Schauspielerei ist er als Synchronsprecher tätig.

## Filmografie (Auswahl)

### Filme
- 2003: 3 Engel für Charlie – Volle Power (Charlie’s Angels: Full Throttle)
- 2005: Jane Doe: Vanishing Act
- 2005: Jane Doe: Now You See It, Now You Don’t
- 2005: Jane Doe: Til Death Do Us Part
- 2005: Jane Doe: The Wrong Face
- 2006: Jane Doe: Yes, I Remember It Well
- 2006: Jane Doe: The Harder They Fall
- 2007: Jane Doe: Ties That Bind
- 2007: Jane Doe: How to Fire Your Boss
- 2008: Jane Doe: Eye of the Beholder

### Serien
- 2002: Immer wieder Jim (According to Jim, Episode 2x08)
- 2003: MADtv (Episode 9x10)
- 2005: Die Liga der Gerechten (Justice League, Episode 4x02, Stimme)
- 2006–2007: Lost (2 Episoden)
- 2008: Die Zauberer vom Waverly Place (Wizards of Waverly Place, 3 Episoden)
- 2009: Grey’s Anatomy (Episoden 6x01–6x02)

## Auszeichnung
Shada gewann 2008 für seine Rolle des Nick Davis in Jane Doe: Ties That Bind bei den 29. Young Artist Awards den Preis als Bester Nebendarsteller in einem Fernsehfilm, Miniserie oder Special.